# Melitaea solona
Melitaea solona är en fjärilsart som beskrevs av Alphéraky 1882. Melitaea solona ingår i släktet Melitaea och familjen praktfjärilar. Inga underarter finns listade i Catalogue of Life.